# Zuar
Zuar (in armeno Զուար?, in azero Zülfüqarlı) è una piccola comunità rurale del distretto di Kəlbəcər, in Azerbaigian, fino al 2020 appartenente alla regione di Shahumian nella repubblica di Artsakh.

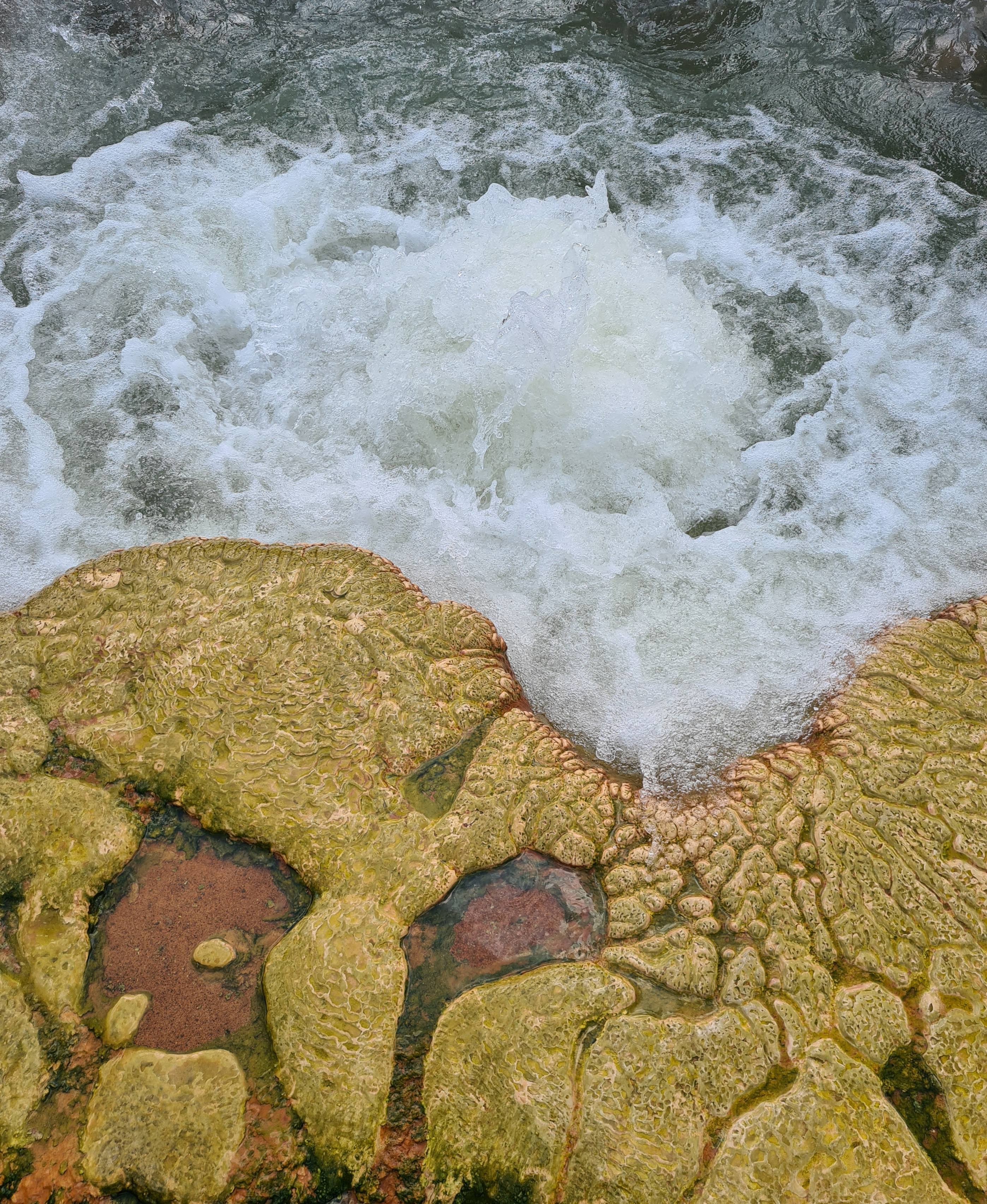
Sorgente termale di Istisu vicino al villaggio di Zülfüqarlı.

Nel 2015 contava poco più di cento abitanti ed è stata fondata nel 1997 da rifugiati armeni provenienti dalla regione azera di Baku.
Sorge nella stretta valle scavata dal fiume Tutkhun a 36 km dal capoluogo regionale Karvachar.
Nei pressi si trova una sorgente termale.